# Márkó József
Márkó József (Olasztelek, 1915. január 27. – Sepsiszentgyörgy, 1984. november 4.) romániai magyar közíró.

## Életútja
A nagyenyedi Bethlen Gábor Kollégiumban érettségizett 1934-ben, majd 1941-ben a kolozsvári Református Teológián szerzett lelkészi diplomát. 1941-ben segédlelkész lett Nagybaconban, 1942 és 1944 között Sepsiszentgyörgyön, majd hitoktató lelkészként működött Székelyudvarhelyen 1944 és 1946 között. 1946-tól rendes lelkész lett Árapatakon. Az Erdélyi Fiatalok magyar irodalmi versenyén I. díjat nyert 1934-ben. A Székely Nép és Üzenet munkatársa is volt. Kötete: Nemzeti kérdés a Szovjetunióban (Barót, 1945).

## Kapcsolódó információk
- A nemzetiségi kérdés irodalma Erdélyben (1945-1994)